# 風伝峠
風伝峠（ふうでんとうげ）は、三重県南部の南牟婁郡御浜町と熊野市紀和町の境にある峠。熊野古道伊勢路本宮道の一部をなし、峠道のうち約1.8 kmが世界遺産（文化遺産）に指定されている。また、峠は国道311号の旧道で三重県道62号御浜紀和線が通る、北の鵯山（ひよどりやま、ヒヨ山とも。標高813 m）と南の大瀬山（標高627 m）に挟まれた狭い鞍部にあり、標高は257 mである。

## 歴史
熊野街道伊勢路の一部である本宮道にある峠であり、熊野灘に面する七里御浜から紀伊国熊野本宮大社へ向かう道であった。また、峠の西麓は大和国北山地方・吉野地方を最短で結ぶ「北山道」との交点であり、江戸時代以前から交通の要所としての役割を果たした。
自動車が走れる道路として開削されたのは昭和の初めで、1970年（昭和45年）には国道311号に指定され、新しく舗装された峠道が開通したが1990年（平成2年）に風伝トンネルの開通で主要地方道の三重県道62号御浜紀和線に降格、利用者は激減した。
2004年（平成16年）、「紀伊山地の霊場と参詣道」の一部としてアスファルト舗装されずに残っていた石畳道などが世界遺産の指定を受け、再び脚光を浴びている。
峠にはかつて「風伝餅」という名物を販売していた「風伝茶屋」という食事処や「法界塔」がある。
2011年（平成23年）9月の台風12号では、熊野市側で石畳道に土砂が大量に流入、倒木やスギの枝が道をふさぎ、通行困難となった。

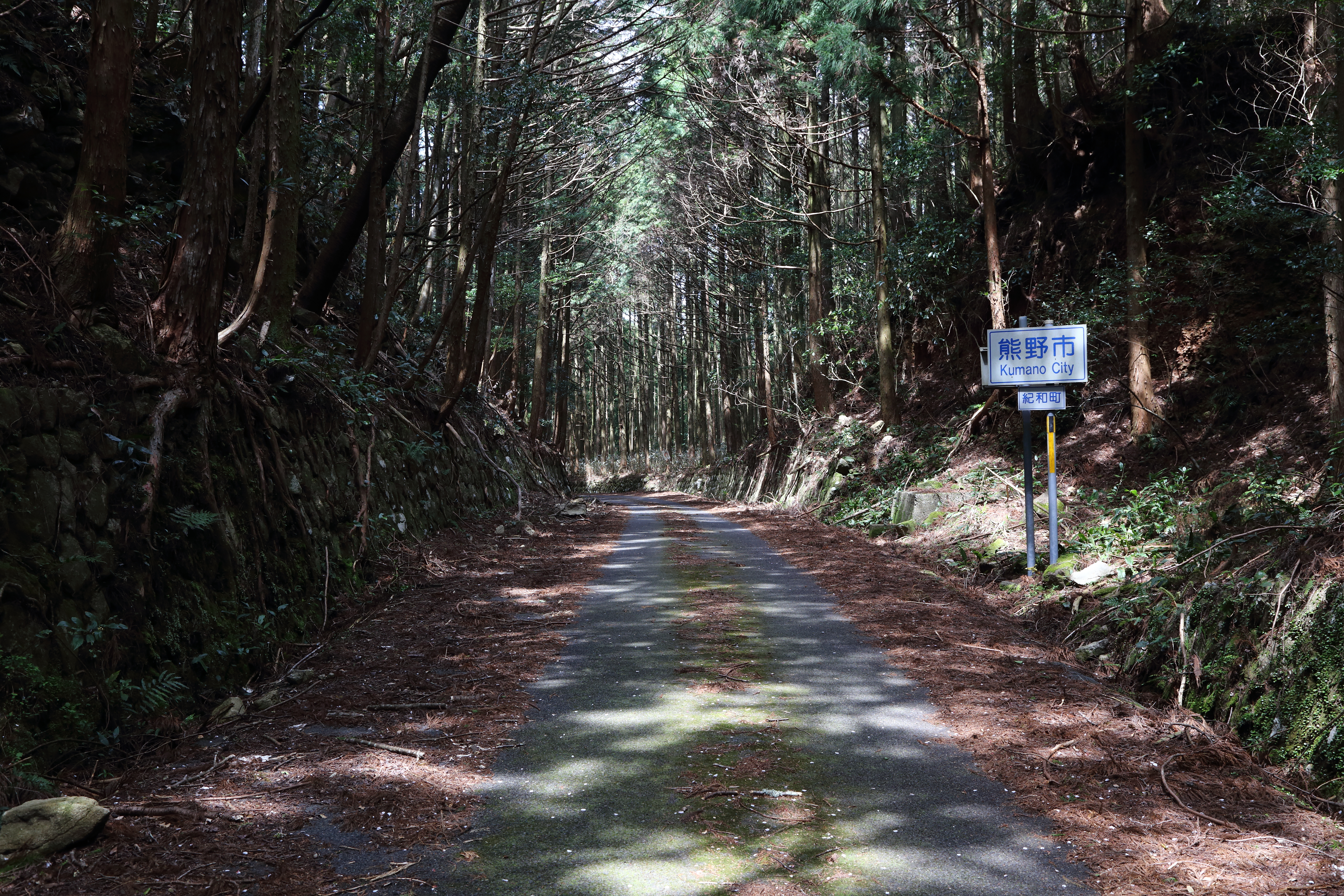
三重県道62号御浜紀和線
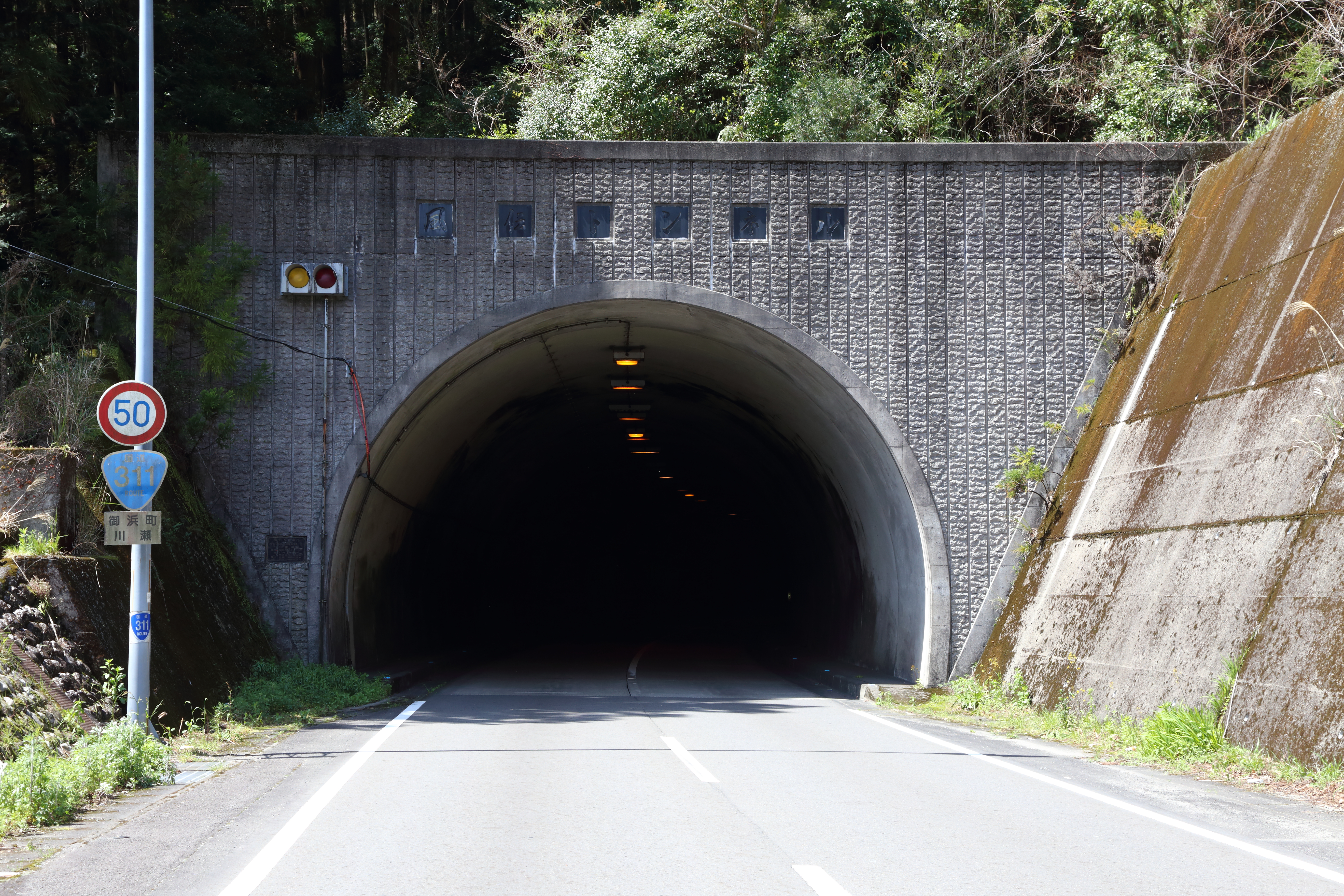
国道311号　風伝トンネル　三重県南牟婁郡御浜町側
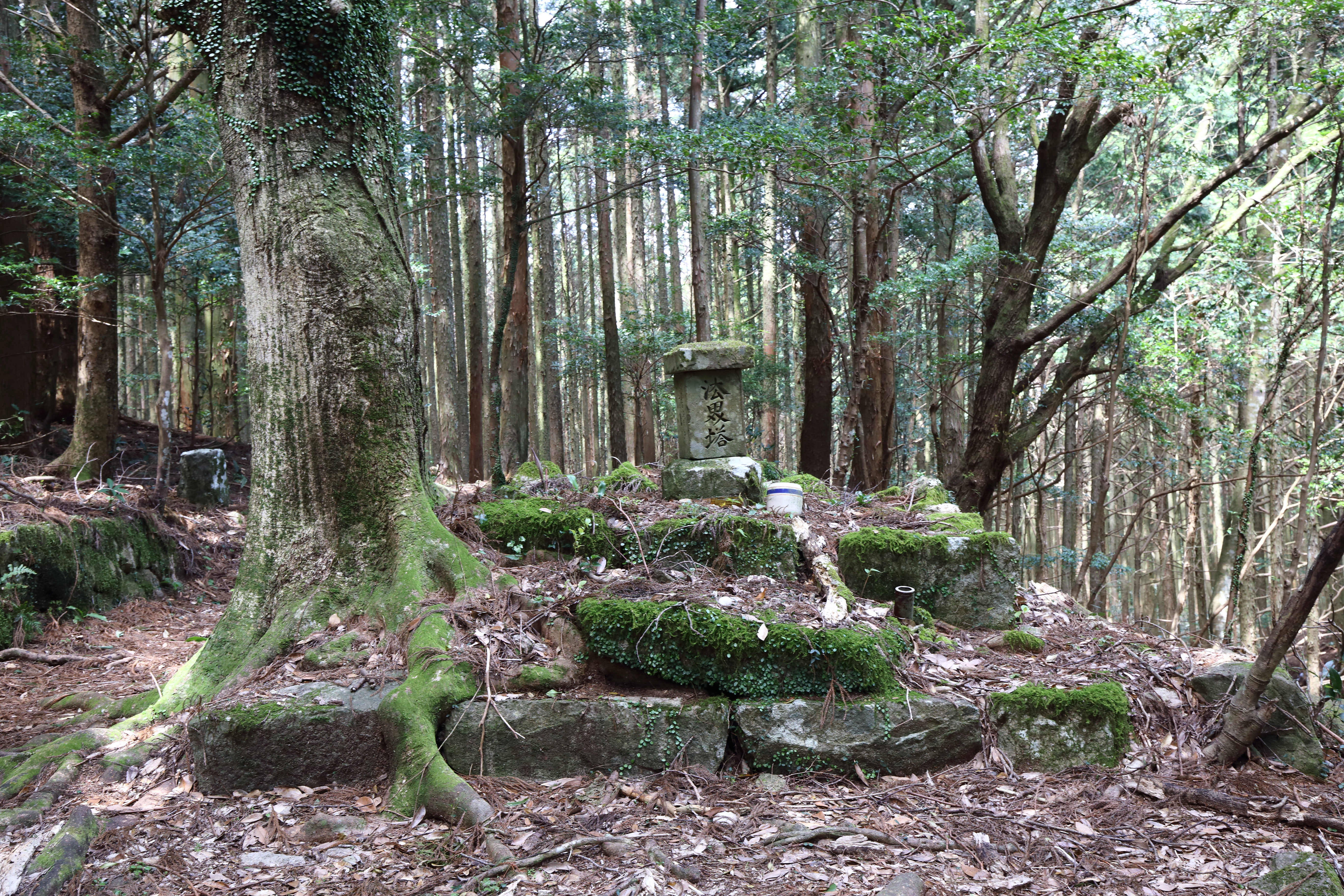
法界塔（熊野古道　風伝峠道）

## 峠名の由来
峠名の「風伝」とは「風顛」の当て字であり、「風のよく通るところ」の意だという。
春から夏にかけては湿った暖かい熊野灘の海風を奈良県南部北山地方へ運び、秋から冬にかけては大台山系の冷たい風を七里御浜海岸の集落にもたらし、1年を通して風の通り道となっている。

## 風伝おろしと尾呂志集落
上述の秋から冬にかけての風は風伝颪（風伝おろし、別名：風伝の朝霧）と呼ばれ、御浜町側の尾呂志（おろし）集落には寒風が吹き下ろす。この「尾呂志」の名は風伝おろしに由来するという説がある。尾呂志はかつての尾呂志村（1889年村制施行、1956年市木村と合併して市木尾呂志村となり閉村）であり、御浜町立尾呂志学園小学校・尾呂志学園中学校や御浜町役場尾呂志支所などが置かれている。
紀伊山中で湧き上がった雲が、山並みの僅かな切れ目となる風伝峠から熊野灘へと、大きな白い塊のまま斜面を滑り降りるように流れ出す現象は、風の通り道となっている風伝峠の名物である。海側の気温が高い時期、風伝峠を越えた雲は、すぐさま雲散霧消してしまうため、この現象を目の当たりにできるのは、秋から春にかけての寒い時期に限られる。この濃霧は、麓の七里御浜の漁師らが天候を予測するのに役立つという。風伝峠の北西にそびるツエノ峰（標高645 m）からは、風伝おろしの素となる紀伊の谷を埋めつくす雲海を一望にすることができる。

## 周辺
- 横垣峠
- 通り峠
- 丸山千枚田
- 紀州鉱山跡（鉱山資料館）
- 湯ノ口温泉

これらのうちのいくつかと風伝峠を組み合わせて訪問する者が多い。